# Eugen Klöpfer

Eugen Klöpfer 1927 auf einer Fotografie von Alexander Binder

Eugen Gottlob Klöpfer (* 10. März 1886 im Rauhen Stich bei Talheim; † 3. März 1950 in Wiesbaden) war ein deutscher Schauspieler.

## Leben
Eugen Klöpfer wurde als jüngstes von elf Kindern des Land- und Gastwirts Karl Klöpfer und seiner Ehefrau Karoline, geborene Hörsch, im Talheimer Wohnplatz Rauher Stich geboren. Er besuchte die Realschule in Heilbronn, dann ab 1898 die Lateinschule in Lauffen am Neckar und ab 1900 das Karlsgymnasium in Heilbronn.
Klöpfer begann eine Holzkaufmannslehre in München, doch seine ganze Leidenschaft galt dem Theaterspielen. Er wurde Mitglied des Bühnenvereins München und trat an verschiedenen Provinzbühnen auf. 1905 erhielt er sein erstes Engagement in Landshut. Danach spielte er in Ingolstadt und Biel. 1909 kam er ans Volkstheater München, später auf Bühnen in Colmar, Erfurt, Bonn und Frankfurt am Main (1914 bis 1918).
Nach dem Ersten Weltkrieg ging Klöpfer nach Berlin. Dort spielte er von 1920 bis 1923 am Deutschen Theater, danach an verschiedenen Bühnen, ab 1925 auch in Wien und Salzburg. Schließlich unternahm er Tourneen durch Europa und nach Südamerika.

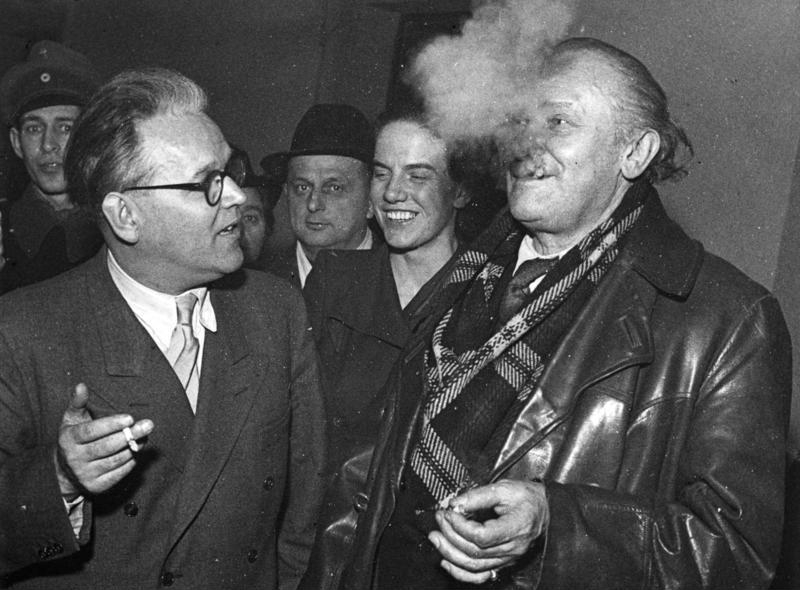
Veit Harlan (links) und Eugen Klöpfer (rechts), kurz vor Klöpfers Vernehmung als Entlastungszeuge beim Harlan-Prozess in Hamburg (März 1949)

In den zwanziger Jahren wirkte er in zahlreichen Stummfilmen mit. Nach der nationalsozialistischen „Machtergreifung“ 1933 stieg der Sympathisant auf zum Präsidialmitglied der Reichsfilmkammer, die Joseph Goebbels unterstand, und wurde außerdem Vorsitzender der Dr.-Goebbels-Spende Künstlerdank. 1934 erhielt er die Ernennung zum Staatsschauspieler und zum Intendanten der Berliner Volksbühne. Ab 1935 war er Vizepräsident der Reichstheaterkammer, Mitglied des UFA-Verwaltungsrates und Mitglied des Reichskultursenats. 1936 wurde er zum Generalintendanten des Berliner Theaters am Nollendorfplatz ernannt. Zum 1. Mai 1937 trat Klöpfer der NSDAP bei (Mitgliedsnummer 3.934.033). 1940 spielte er in dem antisemitischen Hetzfilm Jud Süß unter der Regie von Veit Harlan die Rolle des Landschaftskonsulenten Sturm. In der Endphase des Zweiten Weltkriegs wurde er im August 1944 von Adolf Hitler in die Gottbegnadeten-Liste der wichtigsten Künstler aufgenommen, was ihn von einem Kriegseinsatz, auch an der „Heimatfront“, befreite.
Nach 1945 erhielt Klöpfer ein Auftrittsverbot und war zwei Monate in Haft. 1948 wurde er in einem Spruchkammerverfahren von dem Vorwurf entlastet, für den Tod des Schauspielers Joachim Gottschalk mitverantwortlich gewesen zu sein. 1949 trat er mit einem eigenen Ensemble in Köln und Neustadt in der Pfalz wieder auf, starb jedoch bereits 1950 an einer Lungenentzündung. Sein Grab befindet sich auf dem Südfriedhof in Wiesbaden.
Klöpfer war mit der Schauspielerin Flockina von Platen liiert.

## Filmografie
- 1919: Der Tänzer (2 Teile)
- 1919: Die Arche
- 1919: Die letzten Menschen
- 1919: Cagliostros Totenhand
- 1920: Die Frau ohne Dienstag
- 1920: Menschen
- 1920: Der ewige Mönch im Banne der Musik
- 1920: Maria Magdalene
- 1920: Die entfesselte Menschheit
- 1920: Sturm
- 1920: Der Leidensweg eines Achtzehnjährigen
- 1920: Das Mädchen aus der Ackerstraße, 2. Teil
- 1920: Das Geheimnis der Spielhölle (auch Regie)
- 1920: Um der Liebe willen
- 1920: Die lebende Fackel
- 1921: Sehnsucht
- 1921: Die Bestie im Menschen
- 1921: Flachsmann als Erzieher
- 1921: Verlogene Moral
- 1921: Die Ratten
- 1921: Die Lou von Montmartre
- 1921: Die Nacht ohne Morgen
- 1921: Die Geierwally
- 1921: Schicksalstag
- 1921: Der Totenklaus
- 1921: Die Schuldige
- 1921: Betrüger des Volkes
- 1921: Das Geld auf der Straße
- 1922: Der brennende Acker
- 1922: Menschenopfer
- 1922: Macbeth
- 1922: Der Graf von Charolais
- 1922: Der Graf von Essex
- 1922: Der falsche Dimitry
- 1923: Schlagende Wetter
- 1923: Die Austreibung
- 1923: Die Straße
- 1924: Sylvester
- 1924: Carlos und Elisabeth
- 1924: Komödianten
- 1924: Das goldene Kalb
- 1924: Rex Mundi
- 1925: O alte Burschenherrlichkeit
- 1925: Elegantes Pack
- 1925: Götz von Berlichingen zubenannt mit der eisernen Hand
- 1925: Der erste Stand: Der Großkapitalist
- 1926: Überflüssige Menschen
- 1926: Die lachende Grille
- 1927: Die Vorbestraften
- 1927: Luther – Ein Film der deutschen Reformation
- 1929: Katharina Knie
- 1930: 1914, die letzten Tage vor dem Weltbrand
- 1931: Der Herzog von Reichstadt
- 1931: Die Pranke
- 1932: Unheimliche Geschichten
- 1932: Gehetzte Menschen
- 1933: Flüchtlinge
- 1934: Wilhelm Tell
- 1935: Liselotte von der Pfalz
- 1935: Pygmalion
- 1935: Ich war Jack Mortimer
- 1935: Anschlag auf Schweda
- 1936: Liebeserwachen
- 1938: Jugend
- 1938: Der Spieler
- 1938/47: Altes Herz geht auf die Reise
- 1939: Umwege zum Glück
- 1939: Die fremde Frau
- 1939: Der ewige Quell
- 1940: Jud Süß
- 1940: Friedrich Schiller – Triumph eines Genies
- 1941: Mein Leben für Irland
- 1941: Friedemann Bach
- 1941: Jakko
- 1942: Die goldene Stadt
- 1942: Stimme des Herzens
- 1942/44: Philharmoniker
- 1943: Der unendliche Weg
- 1943: Gabriele Dambrone
- 1944: Die Zaubergeige
- 1944: Solistin Anna Alt
- 1945: Der Erbförster
- 1945: Die Brüder Noltenius
- 1945: Der Puppenspieler (unvollendet)
- 1945: Shiva und die Galgenblume (unvollendet)